# Storm Thorgerson
Storm Elvin Thorgerson est un photographe, réalisateur et graphiste britannique né le 28 février 1944 à Potters Bar dans le Middlesex en Angleterre, et mort le 18 avril 2013. Il a conçu de nombreuses pochettes d'albums, en particulier pour le groupe Pink Floyd. 

## Biographie
Il fait ses études secondaires à l'école Cambridge and County High School for Boys avec Roger Waters et Syd Barrett, deux des fondateurs du groupe de rock progressif Pink Floyd. Il poursuit ses études d’anglais et de philosophie à l'université de Leicester.
En 1968, il fonde, avec Aubrey Powell, un atelier graphique spécialisé dans la photographie créative, Hipgnosis. Il a créé les couvertures d'albums de très nombreux groupes et chanteurs, mais son travail réalisé pour Pink Floyd reste représentatif de son œuvre.
Thorgerson (par l’intermédiaire de Hipgnosis ou en son nom propre) a aussi travaillé pour Peter Gabriel, Led Zeppelin, Wishbone Ash, Genesis, 10cc, Muse, Robert Plant, Paul Young, etc.

## Pochettes des albums
- 10cc:
  - How Dare You! (1975)
  - Greatest Hits (1979)
- Alan Parsons :
  - Try Anything Once (1993)
  - On Air (1996)
  - The Time Machine (en) (1999)
- the Alan Parsons Project
  - "Tales of mystery and imagination (Edgar Allan Poe)" (1976)
  - "I Robot" (1977)
  - "Pyramid" (1978)
  - "Eve" (1979)
  - "Eye in the Sky" (1982)
- the Amplifetes - Where is the Light (2013)
- Audioslave - Audioslave (2002)
- Blinker the Star (en) - August Everywhere (1999)
- Brand X - Morrocan Roll (1977)
- Bruce Dickinson - (en) Skunkworks (en) (1996)
- The Catherine Wheel (en) - Chrome (en) (1993)
- The Cranberries - Bury the Hatchet (1999)
- Dream Theater - Falling Into Infinity
- Ellis Beggs & Howard (en) - Homelands (1989)
- Ethnix (en) - Home is where the head is (2002)
- Gentlemen Without Weapons - Transmissions (1988)
- Ian Dury And The Blockheads - Mr Love Pants (1998)
- Led Zeppelin :
  - Houses of the Holy (projet refusé par Jimmy Page, c'est Aubrey Powell qui la réalisera) (1973)
  - Presence (1976)
  - In Through the Out Door (1979)
- The Mars Volta :
  - De-loused in the Comatorium (2003)
  - Frances the Mute (2005)
- Muse :
  - Absolution
  - Black Holes and Revelations
- The Nice - Elegy (1971)
- Pendulum :
  - Immersion (2010)
- Peter Gabriel :
  - Peter Gabriel (I) (1977)
  - Peter Gabriel (II) (1978)
  - Peter Gabriel (III) (1979)
- Phish - Slip Stitch And Pass (1997)
- Pink Floyd :
  - A Saucerful of Secrets (1968)
  - More (1969)
  - Ummagumma (1969)
  - Atom Heart Mother (1970)
  - Meddle (1971)
  - Obscured by Clouds (1972)
  - The Dark Side of the Moon (1973)
  - Wish You Were Here (1975)
  - Animals (1977)
  - A Momentary Lapse of Reason (avec Nexus) (1987)
  - The Division Bell (1994)
  - Echoes: The Best of Pink Floyd (2001)
- Quatermass
  - Quatermass (en) (1971)
- Ragga & The Jack Magic Orchestra - Ragga (1997)
- Richard Wright - Broken China (1996)
- Styx - Pieces Of Eight (1978)
- Trees (en) - On The Shore (1971)
- Ween - The Mollusk (1997)
- Wishbone Ash :
  - Pilgrimage (1971)
  - Argus (1972)
  - There's The Rub (1974)
  - New-England (1976)
  - Classic Ash (1977)
  - Front Pages News (1977)
  - No Smoke Without Fire (1978)
  - Just Testing (1980)
  - Distillation (en) (1997)
- Yes :
  - Going for the One (1977)
  - Tormato (1978)
- Yourcodenameis:milo (en):
  - Rapt. Dept. (2005)
  - 17 (2005)
  - Ignoto (2005)
- Goose:
  - Synrise (Oct.2010)
- Biffy Clyro:
  - Puzzle (2007)
  - Only Revolutions (2009)
  - Opposites (2013)